# Estados estáveis alternativos
Na ecologia, a teoria dos estados estáveis alternativos prevê que os ecossistemas podem existir sob múltiplos "estados" (determinados por conjuntos de condições bióticas e abióticas únicas). Esses estados alternativos não são transitórios e, por isso, são considerados estáveis em escalas de tempo ecologicamente relevantes. A partir de uma perturbação, os ecossistemas podem fazer a transição de um estado estável para outro. Devido aos feedbacks ecológicos, os ecossistemas apresentam resistência às mudanças de estado e, portanto, tendem a permanecer em um estado, a menos que as perturbações sejam grandes o suficiente. Vários estados podem persistir em condições ambientais iguais, um fenômeno conhecido como histerese. A teoria dos estados estáveis alternativos sugere que os estados são separados por limites ecológicos, em contraste com os ecossistemas que mudam ao longo de um gradiente ambiental.

## Teoria
A teoria do estado estável alternativo foi proposta pela primeira vez por Richard Lewontin (1969), mas outros autores importantes incluem Holling (1973), Sutherland (1974), May (1977) e Scheffer et al. (2001). No sentido mais amplo, a teoria do estado estável alternativo propõe que uma mudança nas condições do ecossistema pode resultar em uma mudança abrupta no estado do ecossistema, como uma mudança na população ou na composição da comunidade. Os ecossistemas podem persistir em estados considerados estáveis (ou seja, podem existir por períodos de tempo relativamente longos). Os estados intermediários são considerados instáveis e, portanto, transitórios. Como os ecossistemas são resistentes a mudanças de estado, geralmente são necessárias perturbações significativas para superar os limites ecológicos e causar mudanças de um estado estável para outro. A resistência às mudanças de estado é conhecida como "resiliência" (Holling 1973).

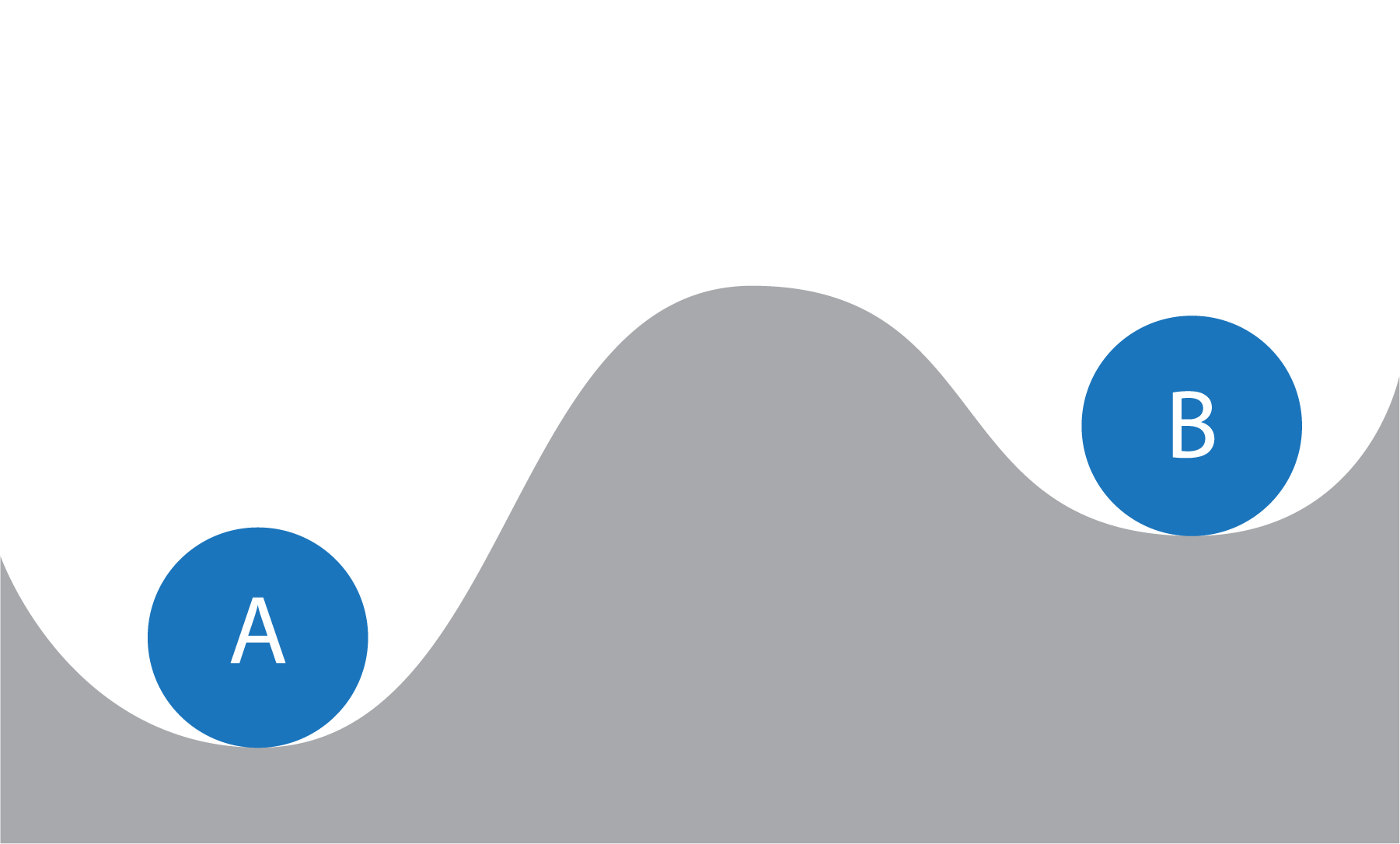
Modelo bola-xícara criado para representar estados estáveis alternativos

Mudanças de estado são frequentemente ilustradas heuristicamente pelo modelo bola-na-xícara. Uma bola, representando o ecossistema, existe em uma superfície onde qualquer ponto ao longo da superfície representa um possível estado. No modelo mais simples, a paisagem consiste em dois vales separados por uma colina. Quando a bola está em um vale, ou em um "domínio de atração", ela existe em um estado estável e deve ser perturbada para sair desse estado. Na ausência de perturbações, a bola sempre rolará morro abaixo e, portanto, tenderá a permanecer no vale (ou estado estável). As mudanças de estado podem ser vistas de dois pontos de vista diferentes, a "perspectiva da comunidade" e a "perspectiva do ecossistema". A bola só pode se mover entre estados estáveis de duas maneiras: (1) movendo a bola ou (2) alterando a paisagem. A perspectiva da comunidade é análoga a mover a bola, enquanto a perspectiva do ecossistema é análoga a alterar a paisagem.
Esses dois pontos de vista consideram o mesmo fenômeno com mecanismos diferentes. A perspectiva da comunidade considera as variáveis do ecossistema (que mudam com relativa rapidez e estão sujeitas a feedbacks do sistema), enquanto a perspectiva do ecossistema considera os parâmetros do ecossistema (que mudam de forma relativamente lenta e operam independentemente do sistema). O contexto da comunidade considera um ambiente relativamente constante no qual vários estados estáveis são acessíveis às populações ou comunidades. Esta definição é uma extensão da análise de estabilidade de populações (por exemplo, Lewontin 1969; Sutherland 1973) e comunidades (por exemplo, Drake 1991; Law e Morton 1993). O contexto do ecossistema concentra-se no efeito de "impulsores" exogênicos nas comunidades ou ecossistemas (por exemplo, maio de 1977; Scheffer et al. 2001; Dent et al. 2002). Ambas as definições são exploradas neste artigo.

## Comunidade ecológica
Os ecossistemas podem mudar de um estado para outro por meio de uma perturbação significativa diretamente nas variáveis ambientais. Variáveis ambientais podem mudar rapidamente (em escalas de tempo ecologicamente relevantes) em resposta aos feedbacks do sistema (ou seja, eles dependem dos feedbacks do sistema), como densidades populacionais. Essa perspectiva requer que diferentes estados possam existir simultaneamente em condições ambientais iguais, uma vez que a bola se move apenas em resposta a uma mudança de variável de estado.
Por exemplo, considere um sistema muito simples com três espécies microbianas. Pode ser possível que o sistema exista sob diferentes regimes de estrutura de comunidade, dependendo das condições iniciais (por exemplo, densidades populacionais ou arranjo espacial dos indivíduos) (Kerr et al. 2002). Talvez sob certas densidades iniciais ou configurações espaciais, uma espécie domina todas as outras, enquanto sob diferentes condições iniciais todas as espécies podem coexistir mutuamente. Como as diferentes espécies interagem, as mudanças nas populações afetam umas às outras sinergicamente para determinar a estrutura da comunidade. Em ambos os estados, as condições ambientais são idênticas. Como os estados têm resiliência, após pequenas perturbações (por exemplo, mudanças no tamanho da população), a comunidade retorna à mesma configuração, enquanto grandes perturbações podem induzir uma mudança para outra configuração.
A perspectiva da comunidade requer a existência de estados estáveis alternativos (ou seja, mais de um vale) antes da perturbação, uma vez que a paisagem não está mudando. Como as comunidades têm algum nível de resistência à mudança, elas permanecerão em seu domínio de atração (ou estado estável) até que a perturbação seja grande o suficiente para forçar o sistema a outro estado. No modelo bola-e-xícara, essa seria a energia necessária para empurrar a bola para cima e sobre uma colina, onde ela cairia em um vale diferente.

## Ecossistema
Também é possível causar mudanças de estado em outro contexto, afetando indiretamente as variáveis de estado. Isso é conhecido como a perspectiva do ecossistema. Essa perspectiva requer uma mudança nos parâmetros ambientais que afetam o comportamento das variáveis de estado. Por exemplo, a taxa de natalidade, a taxa de mortalidade, a migração e a predação dependente da densidade alteram indiretamente o estado do ecossistema, mudando a densidade populacional (uma variável de estado). Os parâmetros do ecossistema são quantidades que não respondem (ou respondem muito lentamente) aos feedbacks do sistema (ou seja, são independentes dos feedbacks do sistema). A paisagem de estado estável é alterada por fatores ambientais, o que pode resultar em uma mudança na quantidade de estados estáveis e na relação entre os estados.
Pela perspectiva do ecossistema, a paisagem dos estados ecológicos é alterada, o que força uma mudança no estado do ecossistema. Mudar a paisagem pode modificar o número, a localização e a resiliência dos estados estáveis, bem como os estados intermediários instáveis. Por essa visão, a topografia no modelo bola e xícara não é estática, como é na perspectiva da comunidade. Essa é uma diferença fundamental entre as duas perspectivas.
Embora os mecanismos das perspectivas da comunidade e do ecossistema sejam diferentes, a evidência empírica necessária para a documentação de estados estáveis alternativos é a mesma. Além disso, as mudanças de estado costumam ser uma combinação de processos internos e forças externas (Scheffer et al. 2001). Por exemplo, considere um lago alimentado por riachos no qual o estado primitivo é dominado por vegetação bentônica. Quando a construção a montante libera sedimentos no riacho, o sistema torna-se turvo. Como resultado, a vegetação bentônica não pode receber luz e diminui, aumentando a disponibilidade de nutrientes e permitindo que o fitoplâncton domine. Neste cenário de mudança de estado, as variáveis de estado mudando são as populações de vegetação bentônica e fitoplâncton, e os parâmetros do ecossistema são os níveis de turbidez e nutrientes.

## Efeitos de histerese
A histerese é um conceito importante na teoria de estados estáveis alternativos. Nesse contexto ecológico, a histerese se refere à existência de diferentes estados estáveis sob as mesmas variáveis ou parâmetros. A histerese pode ser explicada pela "dependência do caminho", em que o ponto de equilíbrio para a trajetória de "A → B" é diferente de "B → A". Em outras palavras, é importante a informação da direção que a bola está se movendo na paisagem. Alguns ecólogos (por exemplo, Scheffer et al. 2001) argumentam que a histerese é um pré-requisito para a existência de estados estáveis alternativos. Outros (por exemplo, Beisner et al. 2003) afirmam que não é assim; embora as mudanças frequentemente envolvam histerese, um sistema pode mostrar estados estáveis alternativos, mas ter caminhos iguais para "A → B" e "B → A".
A histerese pode ocorrer por meio de alterações em variáveis ou parâmetros. Quando as variáveis são alteradas, a bola é empurrada de um domínio de atração para outro, mas o mesmo impulso da outra direção não pode retornar a bola ao domínio original de atração. Quando os parâmetros são alterados, uma modificação na paisagem resulta em uma mudança de estado, mas a reversão da modificação não resulta em uma mudança recíproca.
Um exemplo real de histerese é útil para ilustrar o conceito. Os sistemas de recifes de coral podem mudar dramaticamente de sistemas dominados por corais prístinos para sistemas dominados por algas degradadas quando as populações que pastam nas algas diminuem. A queda das populações de ouriços-do-mar em 1983 nos sistemas de recifes caribenhos liberou algas do controle top-down (herbivoria), permitindo-lhes crescer em excesso sobre os corais e resultando em uma mudança para um estado degradado. Quando os ouriços se recuperaram, os altos níveis de cobertura de coral (antes da queda) não retornaram, indicando histerese (Mumby et al. 2007).
Em alguns casos, as mudanças de estado sob histerese podem ser irreversíveis. Por exemplo, as florestas tropicais nubladas requerem altos níveis de umidade, fornecidos por nuvens que são interceptadas pelo dossel (via condensação). Quando desmatada, o fornecimento de umidade é cessado. Portanto, o reflorestamento geralmente é malsucedido porque as condições são muito secas para permitir o crescimento das árvores (Wilson & Agnew, 1992). Mesmo nos casos em que não há barreira óbvia para a recuperação, os estados alternativos podem ser notavelmente persistentes: uma pastagem experimental fortemente fertilizada por 10 anos perdeu grande parte de sua biodiversidade e ainda estava neste estado 20 anos depois (Isbell et al. 2013).

## Resiliência
Por sua própria natureza, os estados estáveis apresentam forte resiliência. Os ecossistemas são resistentes a mudanças de estado - eles só passarão por mudanças sob perturbações substanciais - mas alguns estados são mais resistentes do que outros. No modelo da bola e da xícara, um vale com lados íngremes tem maior resiliência do que um vale raso, pois seria preciso mais força para empurrar a bola morro acima e para fora do vale.
A resiliência pode mudar em estados estáveis quando os parâmetros ambientais são alterados. Frequentemente, os humanos influenciam os estados estáveis, reduzindo a resiliência dos estados. Existem pelo menos três maneiras pelas quais as forças antropogênicas reduzem a resiliência (Folke et al. 2004):
1. Diminuição da diversidade e dos grupos funcionais, geralmente por efeitos top-down (por exemplo, pesca excessiva);
2. Alteração do ambiente físico-químico (por exemplo, mudanças climáticas, poluição, fertilização, eutrofização);
3. Alteração dos regimes de perturbação aos quais os organismos são adaptados.

Quando a resiliência é diminuída, os ecossistemas podem ser empurrados para estados estáveis alternativos, e muitas vezes menos desejáveis, com apenas pequenas perturbações. Quando os efeitos de histerese estão presentes, o retorno a um estado mais desejável às vezes é impossível ou impraticável (dadas as restrições de gerenciamento). Mudanças para estados menos desejáveis frequentemente acarretam uma perda de serviços e funções do ecossistema, e foram documentadas em uma variedade de ambientes terrestres, marinhos e de água doce (revisado em Folke et al. 2004).

## Evidências
A maioria dos trabalhos sobre estados estáveis alternativos têm sido teóricos, usando modelos matemáticos e simulações para testar hipóteses ecológicas. Outros trabalhos foram realizados usando evidências empíricas de levantamentos, registros históricos ou comparações em escalas espaciais. Tem havido uma falta de testes experimentais diretos e manipulativos para estados estáveis alternativos. Isso é especialmente verdadeiro para estudos fora das condições controladas de laboratório, onde mudanças de estado foram documentadas para culturas de microorganismos.
Verificar a existência de estados estáveis alternativos traz implicações profundas para o manejo do ecossistema. Se existirem estados estáveis, as mudanças graduais nos fatores ambientais podem ter pouco efeito em um sistema até que um limite seja alcançado, ponto no qual uma mudança de estado catastrófica pode ocorrer. Compreender a natureza desses limites ajudará a informar o desenho de programas de monitoramento, restauração de ecossistemas e outras decisões de manejo. Os gestores estão particularmente interessados no potencial de histerese, uma vez que pode ser difícil se recuperar de uma mudança de estado (Beisner et al. 2003). Os mecanismos dos ciclos de feedback que mantêm estados estáveis são importantes para entender se esperamos realizar o manejo efetivo de um ecossistema com estados estáveis alternativos.

### Evidência empírica
A evidência empírica da existência de estados estáveis alternativos é vital para o avanço da ideia além da teoria. Schröder et al. (2005) revisou a literatura ecológica atual para estados estáveis alternativos e encontrou 35 experimentos diretos, dos quais apenas 21 foram considerados válidos. Destes, 62% (14) mostraram evidências e 38% (8) não mostraram evidências para estados estáveis alternativos. No entanto, o estudo de Schröder et al. (2005) exigiu evidência de histerese, o que não é necessariamente um pré-requisito para estados estáveis alternativos. Outros autores (por exemplo, Scheffer et al. 2001; Folke et al. 2004) têm requisitos menos rigorosos para a documentação de estados estáveis alternativos.
Mudanças de estado por meio da perspectiva da comunidade foram induzidas experimentalmente pela adição ou remoção de predadores, como no trabalho de Paine (1966) sobre predadores-chave (ou seja, predadores com influência desproporcional na estrutura da comunidade) na zona entremarés (embora esta afirmação seja refutada por Schröder et al. 2005). Além disso, Beisner et al. (2003) sugerem que as populações de peixes exploradas comercialmente podem ser forçadas entre estados estáveis alternativos pela pressão da pesca devido ao efeito Allee que funciona sobre populações com baixa densidade. Uma vez que uma população de peixes cai abaixo de um certo limiar, ela inevitavelmente se extinguirá quando as baixas densidades populacionais tornarem a substituição de adultos impossível devido, por exemplo, à incapacidade de encontrar parceiros ou mortalidade dependente da densidade. Uma vez que as populações não podem retornar da extinção, este é um exemplo de mudança de estado irreversível.
Embora a teoria do estado estável alternativo ainda esteja em seu início, evidências empíricas foram coletadas de uma variedade de biomas:
- A região do Saara, uma vez com vegetação, repentinamente colapsou em um deserto há cerca de 5.000 a 6.000 anos devido à mudanças climáticas (Scheffer e Carpenter 2003[18]). A alteração recente dos estados de perturbação por meio da supressão do fogo causou mudanças de estado em ecossistemas adaptados ao fogo no sudeste dos Estados Unidos (Peterson, 2002).
- No nordeste dos Estados Unidos, estados estáveis alternativos foram documentados experimentalmente em teias alimentares de florestas decíduas (Schmitz 2004[19]). As aranhas exibem controle top-down sobre gafanhotos herbívoros generalistas, fazendo com que se escondam e se alimentem de uma espécie de planta competitivamente dominante. A herbivoria no competidor de planta superior reduz a dominância, aumentando assim a diversidade de plantas. Sob a remoção experimental de aranhas, os gafanhotos foram libertados da predação e consumiram plantas sem preferência pelas espécies competitivamente superiores. Este principal competidor superou outras espécies, resultando em menor diversidade geral de plantas. Além disso, as reintroduções de aranhas não conseguiram retornar o sistema à alta diversidade de plantas, indicando limites ecológicos.
- Lagoas, lagos e outros pequenos corpos d'água são ideais para estudar estados estáveis alternativos porque são relativamente autossuficientes (Holling, 1973). Tem havido grande interesse em mudanças de estado em lagos temperados rasos entre os estados de águas claras e turvas. A carga de nutrientes pode mudar lagos claros para sistemas turvos, causando proliferação de fitoplâncton (Scheffer 1997). Feedbacks que mantêm o estado turvo incluem sombreamento de macrófitas bentônicas, que de outra forma estabilizam os sedimentos e reduzem a rápida ciclagem de nutrientes. A histerese pode ocorrer se as reduções na entrada de nutrientes não retornarem ao estado de água limpa. Em ecossistemas tropicais, já foram observados diferentes estados estáveis em lagoas rasas, como os estados de água túrbida, de água clara, não-sombreado por macrófitas submersas[20], e sombreado por macrófitas flutuantes.[21]
- Estados estáveis alternativos também foram mostrados para comunidades faunísticas de água doce. As condições iniciais, como densidades de caracóis, podem influenciar o movimento de um ecossistema em um dos vários equilíbrios estáveis alternativos (Chase 2003[22]).
- Além disso, estados estáveis alternativos foram documentados experimentalmente em ecossistemas marinhos costeiros. Foi demonstrado que os pântanos salgados do Ártico da Baía de Hudson mudam de um estado com vegetação para um sem vegetação devido ao sobrepastoreio por gansos da neve (Handa, Harmsen & Jefferies, 2002[23]). Quando os gansos foram removidos experimentalmente, a recuperação do sistema só ocorreu em condições ideais de solo, indicando histerese.